# شاهین لرپری زنگنه
شاهین لرپری زنگنه (متولد ۲۶ دی ۱۳۷۷)، استاد بزرگ شطرنج و عضو تیم ملی شطرنج ایران می‌باشد. وی در ژوئن ۲۰۲۰، در رده دهم شطرنج‌بازان ایران قرار دارد.

## استاد بزرگی شطرنج
وی در سال ١٣٩۶ و از سوی فدراسیون جهانی شطرنج به عنوان استادبزرگ شطرنج معرفی شد، تا بدین ترتیب سیزدهمین فرد ایرانی باشد که به این عنوان دست می یابد.